# Xian de Runan
Pour les articles homonymes, voir Runan (homonymie).
Le xian de Runan (chinois : 汝南县 ; pinyin : Rǔnán xiàn) est un district administratif de la province du Henan en Chine. Il est placé sous la juridiction de la ville-préfecture de Zhumadian.

## Démographie
La population du district était de 820 389 habitants en 1999.